# Бихан, Дэниел
Дэ́ниел Би́хан (англ. Daniel Beahan; род. 5 апреля 1984, Бандаберг) — австралийский боксёр, представитель тяжёлых весовых категорий. Выступал за сборную Австралии по боксу во второй половине 2000-х годов, чемпион Океании, победитель и призёр турниров международного значения, участник летних Олимпийских игр в Пекине. Ныне — тренер по боксу.

## Биография
Дэниел Бихан родился 5 апреля 1984 года в городе Бандаберг штата Квинсленд, Австралия. Заниматься боксом начал в возрасте десяти лет, проходил подготовку в Гладстоне в местном клубе любительского бокса. Учился в Австралийском институте спорта.
Впервые заявил о себе в боксе в сезоне 2002 года, когда стал чемпионом Австралии среди юниоров и выиграл бронзовую медаль на юниорском чемпионате мира в Сантьяго-де-Куба, где на стадии полуфиналов был побеждён украинцем Романом Завальнюком.
В 2005 году в зачёте первой тяжёлой весовой категории получил бронзу на взрослом чемпионате Австралии в Перте, уступив в полуфинале Брэду Питту.
На австралийском национальном первенстве 2006 года в Дарвине в полуфинале вновь проиграл Брэду Питту.
В 2007 году в супертяжёлом весе выиграл серебряную медаль на чемпионате Океании в Самоа. Позже стал серебряным призёром чемпионата Содружества в Ливерпуле, уступив в решающем финальном поединке англичанину Дэвиду Прайсу. На Кубке химии в Германии в четвертьфинале проиграл местному немецкому боксёру Эркану Теперу. Попав в основной состав австралийской национальной сборной, побывал на чемпионате мира в Чикаго, где сумел дойти до четвертьфинала и проиграл китайцу Чжану Чжилэю.
В 2008 году одержал победу на чемпионате Океании и стал бронзовым призёром Кубка химии, уступив в полуфинале немцу Эрику Пфайферу. Благодаря череде удачных выступлений удостоился права защищать честь страны на летних Олимпийских играх в Пекине, однако уже в стартовом поединке категории свыше 91 кг досрочно потерпел поражение от представителя Казахстана Руслана Мырсатаева и сразу же выбыл из борьбы за медали.
После пекинской Олимпиады Бихан ещё достаточно долго оставался действующим боксёром, хотя больше уже не показывал сколько-нибудь значимых результатов на международной арене. В 2016 году завершил спортивную карьеру и перешёл на тренерскую работу — открыл собственный зал Dan Beahan Boxing and Fitness в Гладстоне.